# Masters of Horror
Masters of Horror, también conocida como Maestros del Horror o Maestros del Terror, fue una serie de televisión de antología estadounidense/canadiense creada por Mick Garris para Showtime. Consta de dos temporadas, y se estrenó el 28 de octubre del año 2005 y finalizó con su episodio número 26, el 2 de febrero de 2007. 
En España fue emitida en Dark y en Cuatro y en Latinoamérica fue emitido en FX, y debido al éxito que tuvo la serie en aquel país fue distribuida en DVD por Manga Films y en Blu-ray por Vértice Cine.

## Historia
Masters of Horror en sí mismo es un colectivo no oficial de directores de cine de terror que decidieron reunirse en una serie de cenas organizadas por Mick Garris. En estas reuniones participaron cineastas como Don Coscarelli, John Carpenter, Stuart Gordon, Wes Craven, Eli Roth, John Landis, Tobe Hooper, Joe Dante, Bill Malone, Joseph Zito, Tom McGloughlin, David Cronenberg, Guillermo del Toro y Sam Raimi, entre otros. Fue durante una de estas cenas que Garris sugirió la creación de una serie de televisión centrada en el género del terror, la que tendría una clara visión de autor en el resultado final: "La idea no era tener las huellas dactilares de los productores por todos lados, sino que las del director en su propio episodio".
La serie se estrenó con grandes críticas en EE. UU. el 28 de octubre de 2005 con el primer episodio Incident On and Off a Mountain Road, codirigido y escrito por Don Coscarelli. Un nuevo episodio se emitiría cada viernes a las 22:00 hora del este a través de las dos temporadas.
Cuando llegó el final de la segunda temporada Showtime decidió no seguir emitiendo la serie, en lugar de esto Mick Garris crearía la serie Fear Itself.
IDW Publishing produjo una adaptación a cómic, de varios episodios de la serie. Los primeros cuatro números tienen dos partes y adaptan "Esculturas humanas", basado en el cuento de Joe R. Lansdale , y "Tras las paredes". Las dos primeras portadas del cómic fueron pintadas por el galardonado artista Jeremy Caniglia.

## Series relacionadas
Fear Itself
El creador de la serie Mick Garris afirmó que la cadena de televisión Showtime optaría por no emitir la tercera temporada y que el estudio Lionsgate había empezado a cancelar la serie. The Hollywood Reporter anunció el 25 de septiembre de 2007 que Mick Garris y Lionsgate firmaron un contrato de 13 episodios con la NBC. En lugar de la tercera temporada, creó una nueva serie llamada Fear Itself que seguiría la misma premisa que la anterior. Se estrenó en la NBC en el verano de 2008.
Masters of Science Fiction
En el 2006, el canal de televisión ABC e IDT anunciaron que estaban trabajando en Masters of Science Fiction, una nueva antología de series de los creadores de Masters of Horror. Seis episodios fueron producidos antes del 2007 y emitidos los sábados a partir del 4 de agosto de 2007. Los episodios son adaptaciones de historias de John Kessel, Robert A. Heinlein, Jonathan Fast, y Walter Mosley. Jonathan Frakes dirigió una historia de Harlan Ellison. Los últimos dos episodios - Watchbird y Little Brother - no fueron emitidos en EE. UU., sin embargo sí lo fueron en Canadá por el canal de televisión Space y en Reino Unido.
Masters of Italian Horror

También se está trabajando en Masters of Italian Horror, aunque no está relacionada con los creadores de las series anteriores. Los cuatro primeros directores anunciados son Lamberto Bava - Room 213 -, Umberto Lenzi, Sergio Martino, y Nicola Rondolino.

## Temporadas

### Primera temporada (2005–2006)
| N.º | Título original Título en España y Latinoamérica                                 | Director        | Primera emisión         |
| --- | -------------------------------------------------------------------------------- | --------------- | ----------------------- |
| 1 (1-01) | «Incident On and Off a Mountain Road» «Esculturas humanas»                       | Don Coscarelli  | 28 de octubre de 2005   |
| Resumen: Una joven es atacada por un asesino después de un accidente automovilístico.                                                                                      |                                                                                  |                 |                         |
| 2 (1-02) | «Dreams in the Witch-House» ««Tras las paredes» «Sueños en la casa de la bruja»» | Stuart Gordon   | 4 de noviembre de 2005  |
| Resumen: Un estudiante universitario descubre un portal hacia otra dimensión, donde una bruja y una pequeña criatura lo obligan a cometer ciertos actos.                   |                                                                                  |                 |                         |
| 3 (1-03) | «Dance of the Dead» «El baile de los muertos»                                    | Tobe Hooper     | 11 de noviembre de 2005 |
| Resumen: Ambientado en un mundo post-apocalíptico, una joven descubre una extraña forma de entretenimiento con cadáveres en un bar.                                        |                                                                                  |                 |                         |
| 4 (1-04) | «Jenifer» «Jenifer»                                                              | Dario Argento   | 18 de noviembre de 2005 |
| Resumen: Un oficial de policía salva a una sensual joven con rostro deforme de ser asesinada, pero esto lo conducirá a la autodestrucción.                                 |                                                                                  |                 |                         |
| 5 (1-05) | «Chocolate» «Sensaciones extremas»                                               | Mick Garris     | 25 de noviembre de 2005 |
| Resumen: Un hombre comienza a sentir los olores, sonidos, y demás sentidos de una mujer que no conoce.                                                                     |                                                                                  |                 |                         |
| 6 (1-06) | «Homecoming» ««El ejército de los muertos» «Regreso a casa»»                     | Joe Dante       | 2 de diciembre de 2005  |
| Resumen: Los soldados fallecidos en la guerra de Irak vuelven a la vida para votar e impedir una reelección del actual presidente.                                         |                                                                                  |                 |                         |
| 7 (1-07) | «Deer Woman» ««Salvaje instinto animal» «La mujer venado»»                       | John Landis     | 9 de diciembre de 2005  |
| Resumen: Dos policías investigan una serie de asesinatos brutales que no fueron hechos por humanos.                                                                        |                                                                                  |                 |                         |
| 8 (1-08) | «Cigarette Burns» ««El fin del mundo en 35mm» «Quemaduras de cigarrillos»»       | John Carpenter  | 16 de diciembre de 2005 |
| Resumen: Un hombre es contratado para buscar una película que, en el primer día de muestra, provocó una ola de asesinatos dentro de la sala de cine debido a sus imágenes. |                                                                                  |                 |                         |
| 9 (1-09) | «Fair-Haired Child» ««En el sótano» «El niño favorito»»                          | William Malone  | 6 de enero de 2006      |
| Resumen: Una joven es secuestrada por una pareja para hacer un ritual y revivir a su hijo.                                                                                 |                                                                                  |                 |                         |
| 10 (1-10) | «Sick Girl» ««Metamorfosis» «La chica enferma»»                                  | Lucky McKee     | 13 de enero de 2006     |
| Resumen: Dos jóvenes lesbianas ven en peligro su relación debido a un insecto peligroso de gran tamaño.                                                                    |                                                                                  |                 |                         |
| 11 (1-11) | «Pick Me Up» ««Trayecto al infierno» «Recógeme»»                                 | Larry Cohen     | 20 de enero de 2006     |
| Resumen: Dos asesinos en serie se ven enfrentados al estar tras la misma víctima.                                                                                          |                                                                                  |                 |                         |
| 12 (1-12) | «Haeckel's Tale» «El cuento de Haeckel»                                          | John McNaughton | 27 de enero de 2006     |
| Resumen: Un hombre encuentra refugio en una cabaña junto a un cementerio. Durante la noche descubre un horrendo secreto.                                                   |                                                                                  |                 |                         |
| 13 (1-13) | «Imprint» ««Huella» «Las siamesas»»                                              | Takashi Miike   | 25 de febrero de 2006   |
| Resumen: Un estadounidense en busca de una prostituta japonesa, llega a una misteriosa isla donde ocurren extraños actos y torturas.                                       |                                                                                  |                 |                         |

### Segunda temporada (2006–2007)
| N.º | Título original Título en España                                                        | Director            | Estrella invitada                 | Audiencia en España en la segunda emisión del 2011 | Primera emisión (2.ª en España 2010-2011)     |
| --- | --------------------------------------------------------------------------------------- | ------------------- | --------------------------------- | -------------------------------------------------- | --------------------------------------------- |
| 1 (2-01) | «The Damned Thing» «La cosa maldita»                                                    | Tobe Hooper         | Ted Raimi (Kevin)                 | 347 mil y 20,7% de cuota de pantalla               | 27 de octubre de 2006 30 de diciembre de 2010 |
| Resumen: Un niño presencia la muerte horrenda de sus padres a manos de una extraña fuerza. Veinte años después la historia se repite. |                                                                                         |                     |                                   |                                                    |                                               |
| 2 (2-02) | «Family» «La familia»                                                                   | John Landis         | Meredith Monroe (Celia)           | 277 mil y 21,1% de cuota de pantalla               | 3 de noviembre de 2006 9 de enero de 2011     |
| Resumen: Unos recién casados se mudan de casa y descubren que su nuevo vecino no es lo que parece. |                                                                                         |                     |                                   |                                                    |                                               |
| 3 (2-03) | «The V Word» ««V de Vampiro» «Juego Macabro»»                                           | Ernest R. Dickerson | Michael Ironside (Mr. Chaney)     | 211 mil y 17,1% de cuota de pantalla               | 10 de noviembre de 2006 16 de enero de 2011   |
| Resumen: Dos adolescentes se cuelan en una funeraria cuando son atacados por un vampiro. |                                                                                         |                     |                                   |                                                    |                                               |
| 4 (2-04) | «Sounds Like» ««El estrépito del silencio» «El sonido de la locura»»                    | Brad Anderson       | Chris Bauer (Larry Pearce)        | 306 mil y 19,1% cuota de pantalla                  | 17 de noviembre de 2006 23 de enero de 2011   |
| Resumen: Un hombre comienza a oír extrañas cacofonías que le van volviendo loco poco a poco. |                                                                                         |                     |                                   |                                                    |                                               |
| 5 (2-05) | «Pro-Life» «Pro-Vida»                                                                   | John Carpenter      | Ron Perlman (Dwayne)              | 209 mil y 21,9% cuota de pantalla                  | 24 de noviembre de 2006 23 de enero de 2011   |
| Resumen: Unos fanáticos religiosos y antiabortistas se cuelan en una clínica de abortos para impedir que se lleve a cabo uno del que consideran el enviado de Dios. Sin embargo el bebe ha sido creado por fuerzas oscuras.                                       |                                                                                         |                     |                                   |                                                    |                                               |
| 6 (2-06) | «Pelts» «Pieles»                                                                        | Dario Argento       | Meat Loaf (Jake Feldman)          | 330 mil y 20,4% de cuota de pantalla               | 1 de diciembre de 2006 30 de enero de 2011    |
| Resumen: Un peletero consigue y crea un abrigo de pieles de mapache para intentar acabar con su mala racha con una estríper de la cual él está enamorado, pero las pieles con las que lo ha hecho esconden terribles consecuencias a todo aquel que las acaricie. |                                                                                         |                     |                                   |                                                    |                                               |
| 7 (2-07) | «The Screwfly Solution» «El eslabón más débil»                                          | Joe Dante           | Elliot Gould (Barney)             | 228 mil y 21,6% de cuota de pantalla               | 27 de octubre de 2006 30 de diciembre de 2010 |
| Resumen: En el futuro un virus extraño infecta la conducta de los hombres a nivel mundial obligándoles a matar a cualquier mujer que encuentren. |                                                                                         |                     |                                   |                                                    |                                               |
| 8 (2-08) | «Valerie on the Stairs» «Valerie en la Escalera»                                        | Mick Garris         | Christopher Lloyd (Everett Neely) | 220 mil y 14,3% de cuota de pantalla               | 29 de diciembre de 2006 6 de febrero de 2011  |
| Resumen: A un aspirante a escritor se le aparece una hermosa y sensual mujer, que podría ser su musa o la manifestación de una fuerza de la oscuridad. |                                                                                         |                     |                                   |                                                    |                                               |
| 9 (2-09) | «Right to Die» «Derecho a Morir»                                                        | Rob Schmidt         | Martin Donovan (Cliff Addiso)     | 122 mil y 15,7% de cuota de pantalla               | 5 de enero de 2007 6 de febrero de 2011       |
| Resumen: Una mujer con horrendas quemaduras en su cuerpo queda recluida en un hospital en estado de coma tras un accidente de auto junto a su marido que sobrevive. Pero de vez en cuando la mujer queda en estado de muerte y obtiene poderes.                   |                                                                                         |                     |                                   |                                                    |                                               |
| 10 (2-10) | «We All Scream for Ice Cream» ««Todos Gritamos por un Helado» «Todos Queremos Helados»» | Tom Holland         | —                                 | 287 mil y 17,3% de cuota de pantalla               | 12 de enero de 2007 13 de febrero de 2011     |
| Resumen: El espíritu de un payaso heladero se venga de los que años atrás provocaron su muerte. |                                                                                         |                     |                                   |                                                    |                                               |
| 11 (2-11) | «The Black Cat» «El Gato Negro»                                                         | Stuart Gordon       | —                                 | 252 mil y 13,9% de cuota de pantalla               | 19 de enero de 2007 27 de febrero de 2011     |
| Resumen: El escritor Edgar Allan Poe está pasando una depresión creativa hasta que encuentra un gato que puede ser su salvación o su perdición. |                                                                                         |                     |                                   |                                                    |                                               |
| 12 (2-12) | «The Washingtonians» «Los Washingtonianos»                                              | Peter Medak         | —                                 | 310 mil y 16,5% de cuota de pantalla               | 26 de enero de 2007 6 de marzo de 2011        |
| Resumen: El presidente George Washington y sus seguidores eran en realidad insaciables caníbales. En la actualidad la banda caníbal de los Washingtonianos intenta proteger su secreto a toda costa.                                                              |                                                                                         |                     |                                   |                                                    |                                               |
| 13 (2-13) | «Dream Cruise» ««Un Crucero de Ensueño» «El crucero de los sueños»»                     | Norio Tsuruta       | —                                 | 266.000 y 19,8% de cuota de pantalla               | 2 de febrero de 2007 13 de marzo de 2011      |
| Resumen: Un abogado estadounidense que trabaja en Tokio acepta un viaje en mar por parte de su mejor cliente para poder estar cerca de su esposa. |                                                                                         |                     |                                   |                                                    |                                               |